# Ryczywół (województwo warmińsko-mazurskie)
Ryczywół (niem. Marienhof) – osada w Polsce położona w województwie warmińsko-mazurskim, w powiecie ełckim, w gminie Kalinowo.
W latach 1975–1998 miejscowość położona była w województwie suwalskim.